# Nicolas Florentin
Nicolas Florentin est un footballeur français évoluant au poste de milieu offensif, né le 16 février 1978 à Pont-à-Mousson.

## Carrière de footballeur
Nicolas Florentin signe sa première licence à l'âge de quatre ans. Il joue dans le club de Pagny-sur-Moselle jusqu'en moins de 15 ans. Champion de France UNSS avec le collège de Blénod-lès-Pont-à-Mousson, il rejoint alors l'AS Nancy-Lorraine. La transition est difficile et Nicolas ne parvient pas à trouver ses marques en raison d'un gabarit physique trop léger. Au bout de six mois, il retourne à Pagny-sur-Moselle où il reste trois ans et demi. 

### Débuts en professionnel avec Nancy
En 1995, il retente sa chance à l'AS Nancy-Lorraine avec cette fois plus de réussite. Durant la saison 1997/1998, il participe même au titre de champion de D2 en effectuant son premier match pro. Joueur principal de l'équipe B, il est plus en vue lors de la saison 1999/2000 où Nicolas participe aux matchs de préparation et termine même meilleur buteur nancéien avec six réalisations. Ces efforts lors des matchs amicaux le récompense d'un premier match en Division 1 le 25 septembre 1999, lors d'un Troyes-Nancy (défaite 2-0), mais sur le front de l'attaque, la concurrence est rude et Nicolas ne fait en tout que deux apparitions en D1. 

#### Prêt à Beauvais en National
Durant le mercato d'hiver, il préfère être prêté jusqu'à la fin de saison à l'AS Beauvais en National. Là-bas, il retrouve son ancien formateur Jacky Bonnevay, et participe activement à la montée du club  en deuxième division, raflant au passage le titre de champion. Après un bref retour en Lorraine lors de la saison 2000/2001, il est de nouveau prêté à l'ASBO mais cette fois en Division 2 où il réalise une très bonne saison.

#### Retour en tant que titulaire à Nancy
Fort de son expérience dans l'Oise, il est à l'aube de la saison 2001/2002 un élément à part entière de l'effectif pro de l'AS Nancy L et ne tarde pas à s'imposer comme un titulaire indiscutable en enchaînant les bonnes performances, marquant notamment un but sur coup franc face au PSG en Coupe de la Ligue. Élu meilleur joueur de l'année par les supporters et libre de tout contrat, il est contacté par de nombreux clubs à la fin de saison et opte finalement pour l'ES Troyes AC où il retrouve une nouvelle fois Jacky Bonnevay comme entraineur.

### Découverte de la Première Division avec Troyes
Toutefois, son expérience est mitigée, puisque l'entraîneur est limogé au bout de six mois, et Nicolas doit faire ses preuves face à son remplaçant. Finalement, il effectue 15 matchs mais il doit subir la relégation du club de l'Aube en Ligue 2. En 2003/2004 de retour à l'échelon inférieur, Florentin joue beaucoup plus souvent, mais la première saison est synonyme d'échec car le club ne parvient pas à remonter. En 2004/2005, arrive l'entraineur Jean-Marc Furlan et avec lui les résultats, mais le joueur doit parfois se contenter d'un rôle de joker. Remonté en Ligue 1 en 2005/2006, il ne joue qu'un match parmi l'élite en tant que remplaçant.

### Transfert à Caen
Avide de temps de jeu, il se laisse tenter par le discours de Franck Dumas et part pour le Stade Malherbe Caen Calvados Basse-Normandie en Ligue 2 en août 2005. Mal lancé en championnat, le club se reprend de façon spectaculaire et rate la remontée en Ligue 1 à une marche. En 2006/2007, devenu titulaire indiscutable au sein de l'effectif normand, Nicolas réussi une nouvelle fois la promotion vers l'élite, en signant au passage sa saison la plus prolifique en buts (7). 
En 2007/2008, il est titulaire en L1, et signe son premier but dans cette division lors de la rencontre Paris SG - Caen (0-1) le 1er décembre 2007 et parvient à maintenir le club. La saison 2008/2009, est plus rude, souvent en concurrence avec Juan Eduardo Eluchans, il joue moins et surtout ne peut empêcher la relégation du club.
De retour en L2, avec le SM Caen, il est gravement blessé au genou avant le début de la saison. À cette occasion, avant le premier match de la saison contre le FC Nantes le 10 août 2009, ses coéquipiers revêtent lors de l'échauffement un tee-shirt de soutien pour le joueur. Il ne joue finalement pas un seul match avec l'équipe première, et son contrat n'est pas renouvelé en fin de saison. 

### Fin de carrière avec Angers
Il quitte le SM Caen pour rejoindre officiellement le SCO Angers le 23 juin 2010. Le 4 juillet 2012, il annonce prendre sa retraite de joueur de football.

## Parcours d'entraîneur
A la fin de sa carrière de footballeur, il devient éducateur, puis entraîneur des équipes de jeunes à AS Nancy Lorraine. Gravissant les échelons, Nicolas Florentin obtient en 2020 le brevet d’entraineur formateur de football (BEFF) qui permet de diriger un centre de formation. Il est l'entraîneur des U19 à partir de la saison 2020-2021. Depuis août 2023 il devient directeur du centre de formation, et plus de l'équipe réserve

## Clubs
- 1997-1998 : AS Nancy-Lorraine (D2, 1 match)
- 1998-1999 : AS Nancy-Lorraine (D1, 0 match)
- 1999 : AS Nancy-Lorraine (D1, 2 matchs)
- 2000 : AS Beauvais (prêt) (Nat, 18 matchs, 5 buts)
- 2000-2001 : AS Beauvais (prêt) (D2, 27 matchs, 5 buts)
- 2001-2002 : AS Nancy-Lorraine (D2, 29 matchs, 5 buts)
- 2002-2003 : ES Troyes AC (L1, 15 matchs)
- 2003-2004 : ES Troyes AC (L2, 20 matchs)
- 2004-2005 : ES Troyes AC (L2, 17 matchs, 3 buts)
- août 2005 : ES Troyes AC (L1, 1 match)
- 2005-2006 : SM Caen (L2, 27 matchs, 4 buts ; coupe : 3 matchs)
- 2006-2007 : SM Caen (L2, 37 matchs, 7 buts ; coupe : 2 matchs)
- 2007-2008 : SM Caen (L1, 33 matchs, 1 but ; coupe : 3 matchs, 1 but)
- 2008-2009 : SM Caen (L1, 24 matchs, 2 buts ; coupe : 1 match)
- 2009-2010 : SM Caen (L2, 0 match)
- 2010-2012 : Angers SCO (L2, -- match(s))

## Palmarès
- Champion de D2 en 1998 (AS Nancy-Lorraine)
- Champion de National en 2000 (AS Beauvais)
- Vice-Champion de France de Ligue 2 en 2007 (SM Caen)

## Distinctions personnelles
- Élu meilleur joueur de la saison 2001-2002 par les supporteurs de Nancy